# The Coca-Cola Company

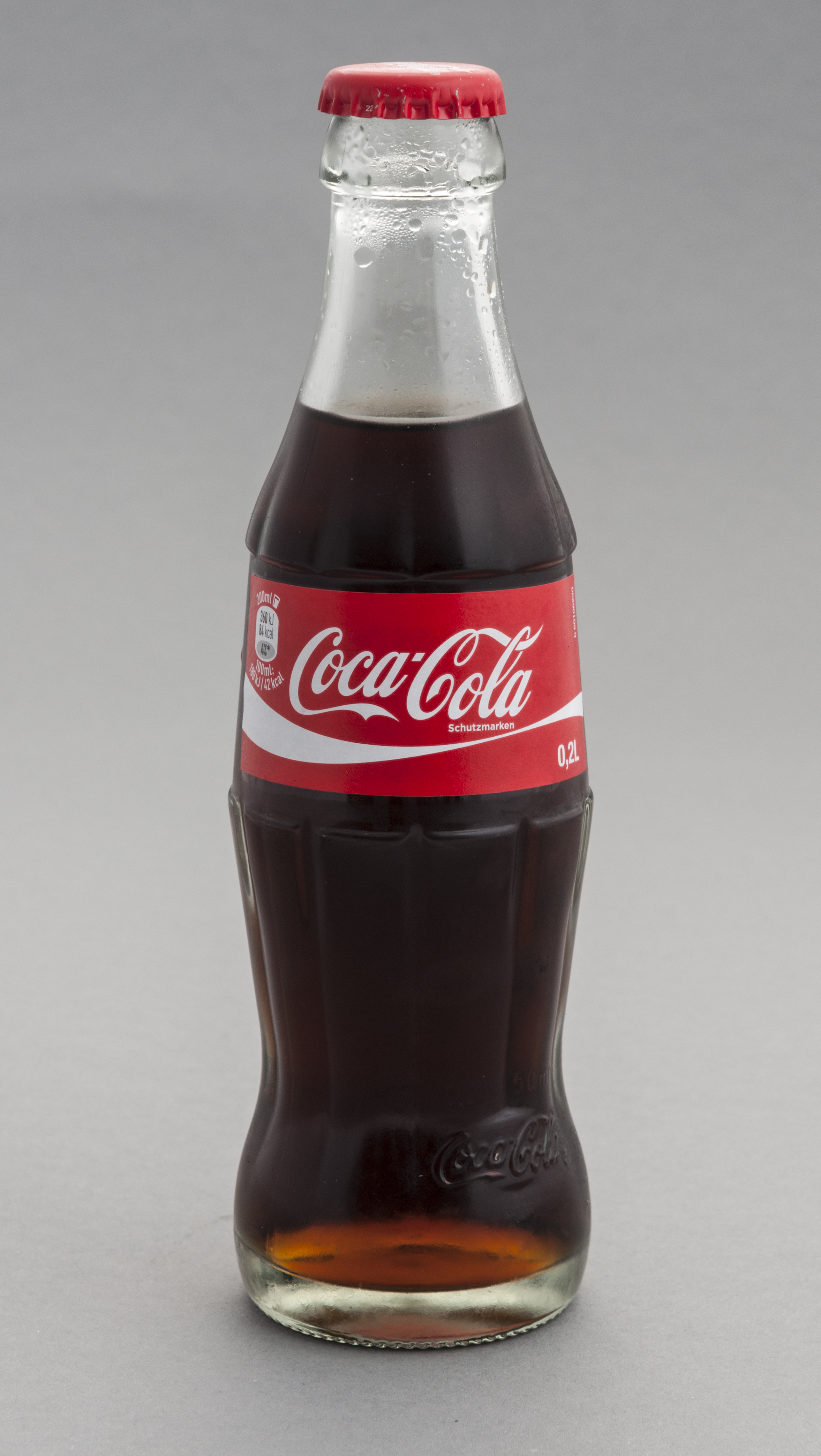
Coca Cola

The Coca-Cola Company is een wereldwijd werkende fabrikant die voornamelijk frisdrank produceert en verkoopt. Het hoofdkantoor staat in Atlanta in de Verenigde Staten. Het bedrijf is vooral bekend vanwege het product Coca-Cola, maar heeft inmiddels in bijna alle voedselsectoren belangen. In 2023 telde het bedrijf 79.100 medewerkers, waarvan 9000 in de Verenigde Staten. Samen met McDonald's is Coca-Cola een internationaal symbool van de Amerikaanse cultuur.

## Geschiedenis
De oorspronkelijke versie van Coca-Cola werd uitgevonden door John Pemberton (8 juli 1831 – 16 augustus 1888) in 1886. De naam is afgeleid van de ingrediënten, cocabladeren, en colanoten. De twee gekrulde C's werden ontwikkeld door Frank M. Robinson, Pembertons boekhouder.
De eerste reclame voor Coca-Cola verscheen op 29 mei 1886. In 1888, enkele weken voor de dood van de uitvinder, kocht Asa Griggs Candler, een groothandelaar in farmaceutische producten, de rechten van Coca-Cola voor 2300 dollar. In 1892 werd The Coca-Cola Company opgericht.
Candler begon Coca-Cola een jaar later in het hele land te verkopen, en vanaf 1896 ook in het buitenland. In 1917 trok Candler zich terug uit het bedrijf, en werd burgemeester van Atlanta. De familie Candler verkocht het bedrijf in 1919 voor 25 miljoen dollar aan een bankgroep.

## Activiteiten
The Coca-Cola Company is wereldwijd actief op het gebied van de verkoop van frisdranken, waarvan Coca-Cola de meeste bekende is. Het verkoopt koolzuurhoudende frisdranken, maar ook water, sappen, sport- en energiedranken en thee. Na de oprichting in 1886 in de Verenigde Staten is het bedrijf nu actief in meer dan 200 landen. Belangrijke internationale afzetmarkten zijn Mexico, de Volksrepubliek China en Brazilië.
Het maakt siroop dat door onafhankelijke bottelarijen wordt gebruikt om eindproducten te maken, maar heeft ook eigen bottelarijen, waarvan een aantal minderheidsbelangen betreft. Van de totale omzet werd iets meer dan de helft gerealiseerd met de verkoop van siroop en de rest met de verkoop van kant-en-klare frisdranken. Het bedrijf geeft geen informatie over de hoeveelheden siroop die het afzet.
In januari 2019 is Costa Coffee overgenomen. Whitbread, die in 1995 de keten kocht voor 19 miljoen pond, ontving 3,9 miljard pond. In 1995 telde Costa 39 filialen, maar dit is in 2018 gegroeid naar ruim 2400 verkooppunten in het Verenigd Koninkrijk en 1400 vestigingen in 30 andere landen. Verder wordt via Costa Express koffie verkocht vanuit meer dan 8000 verkoopautomaten. Costa was een van de weinige grote koffieketens die nog te koop was.
In 2018 nam Coca-Cola al een minderheidsbelang van 15% in sportdrankjesmaker BodyArmor om zo zijn activiteiten buiten suikerhoudende frisdrank te versterken. In november 2021 deed het een bod van US$ 5,6 miljard op de overige 85% van de aandelen BodyArmor. Met de volledige overname verstevigd Coca-Cola de marktpositie in sportdranken, maar het moet PepsiCo's Gatorade nog steeds ver voorlaten. Gatorade heeft in de Verenigde Staten een marktaandeel van 70%.

### Resultaten
Vanaf 2012 stoot het bedrijf bottelarijen af, maar houdt een minderheidsbelang. Dit wordt gereflecteerd in een lagere omzet en ook een scherpere daling van het aantal medewerkers. In 2017 daalde de omzet met 15% ten opzichte van 2016, vooral door desinvesteringen die de omzet met 17% drukten. De daling van het aantal medewerkers wordt hierdoor ook verklaard. De sterke stijging van het aantal medewerkers in 2019 was het gevolg van de overname van Costa.
| Jaar | Omzet              | Bedrijfs- resultaat | Netto- resultaat   | Werknemers | Verkopen (× miljard treetjes) |
| Jaar | (in miljoenen US$) | (in miljoenen US$)  | (in miljoenen US$) | Werknemers | Verkopen (× miljard treetjes) |
| ---- | ------------------ | ------------------- | ------------------ | ---------- | ----------------------------- |
| 2005 | 23.104             | 6085                | 4872               | 55.000     |                               |
| 2010 | 36.119             | 8413                | 11.837             | 55.000     | 25,5                          |
| 2015 | 44.294             | 8728                | 7366               | 123.200    | 29,2                          |
| 2016 | 41.863             | 8626                | 6550               | 100.300    | 29,3                          |
| 2017 | 35.410             | 7501                | 1283               | 61.800     | 29,2                          |
| 2018 | 31.856             | 8700                | 6727               | 62.600     | 29,6                          |
| 2019 | 37.266             | 10.086              | 8985               | 86.200     | 30,3                          |
| 2020 | 33.014             | 8997                | 7768               | 80.300     | 29,0                          |
| 2021 | 38.655             | 10.208              | 9771               | 79.000     | 31,3                          |
| 2022 | 43.004             | 10.909              | 9542               | 82.500     | 32,7                          |
| 2023 | 45.754             | 11.311              | 10.714             | 79.100     | 33,3                          |

## Kritiek op de firma
Er zijn vele controverses rond het bedrijf, van monopolievorming tot een loopje nemen met gezondheidsregels, van racistische jobaanstellingen tot moord op vakbondsleden.
Coca-Cola werd in 1970 in India verboden na het weigeren om de lijst van ingrediënten vrij te geven. In 1993 werd dit verbod echter ingetrokken. In de zomer van 2006 vroeg het hoogste gerechtshof van India aan Coca-Cola en Pepsi om gedetailleerde informatie over te dragen inzake de ingrediënten en chemische samenstelling van hun producten. Deze vraag kwam na de beschuldigingen dat de frisdranken pesticiden zouden bevatten. De pesticiden die in de dranken werden gevonden, veroorzaken kanker, geboorteafwijkingen, nierschade, leverschade, afwijkingen aan het zenuwstelsel en een lagere immuniteit. Indiase parlementsleden riepen op tot een verbod van de dranken van de twee ondernemingen.
In 2021 kwam het nieuws naar buiten dat Coca-Cola hun medewerkers zou opdragen om zich "minder blank" te gedragen, en zou een lijst hebben gemaakt met hoe dit "gerealiseerd" zou kunnen worden.
In augustus 2024 veroordeelde een Amerikaanse rechter het bedrijf tot een fiscale naheffing van US$ 2,7 miljard, inclusief rente komt dit uit op zo'n US$ 6 miljard. Volgens de Amerikaanse belastingdienst heeft Coca-Cola tussen 2007 en 2009 te weinig belasting betaald over licentie-inkomsten in het buitenland. De zaak speelt al sinds 2015 en het bedrijf heeft al aangegeven in beroep te gaan. 

### Coca-Cola en vakbonden
In januari 2004 bevestigde de New York City Fact-Finding Delegation on Coca-Cola in Colombia beweringen van verschillende werknemers die geklaagd hadden over het bedrijf in Colombia. Dit waren hun bevindingen:
Tot nu toe hebben er een totaal van 179 zware schendingen van de mensenrechten plaatsgevonden op de werknemers van Coca-Cola, inclusief negen moorden. Familieleden van vakbondsactivisten zijn ontvoerd en gemarteld. Er zijn vakbondsleden ontslagen na het bijwonen van een vergadering. Het bedrijf heeft werknemers onder druk gezet om hun lidmaatschap van vakbonden op te zeggen, en hebben werknemers ontslagen die dit weigerden.
Coca-Cola heeft al deze aantijgingen ontkend, hoewel ook werknemers in Guatemala gewezen hebben op verschillende onopgehelderde moorden op met vakbonden verbonden werknemers van Coca-Cola in de jaren 1980. Op een bepaald moment zou zelfs een fabriek gewelddadig zijn bezet door een groep paramilitaire huurlingen.
Ook in de Filipijnen en Zimbabwe bestaan er spanningen tussen het bedrijf en de vakbonden.
In juli 2004 klaagden de United Steelworkers of America en de International Labor Rights Fund, twee belangrijke vakbonden, Coca-Cola in Colombia aan. Coca-Cola zou paramilitaire veiligheidstroepen hebben ingehuurd om werknemers af te persen. Het bedrijf ontkent stellig.

## Producten
De Coca-Cola Company maakt, naast het naamgevende Coca Cola, bijna 500 producten. Hier zitten Colavarianten bij als:
- Coca Cola Light (geïntroduceerd in 1982), met aspartaam (een synthetische o.a. fenylalanine-bevattende zoetstof) in plaats van suiker
- Coca Cola Light Cafeïnevrij (1983)
- Cherry Coke (1985)
- Coca Cola met Lemon (2001)
- Coca Cola Light met Lemon (2001)
- Coca-Cola Vanilla (2002)
- Vanilla Coke Light (2002)

- Coke with Lime (2004)
- Coca-Cola Zero (2005)
- Coca-Cola Citra (2005)
- Coca-Cola Black Cherry Vanilla (2006)
- Diet Coca-Cola Black Cherry Vanilla (2006)
- Coca-Cola Blāk (2006)
- Coca-Cola Zero Cafeïne Free (2011)
- Coca-Cola Life (2013)

TaB Cola was Coca-Cola's eerste poging om een Dieet frisdrank te ontwikkelen met het gebruik van sacharine als substituut voor suiker. Het kwam al in 1963 op de (Amerikaanse) markt. Sinds de introductie van Coca Cola Light gaan de verkopen gestaag naar beneden.
Ook Fanta (1942-1943) en Sprite worden geproduceerd door de Coca-Cola Company. Fanta ontstond tijdens de Tweede Wereldoorlog, toen Coca-Cola Duitsland niet meer aan de juiste ingrediënten voor Cola kon raken en daarom een eigen variant maakte. Deze variant werd enorm populair en wordt daarom tot op de dag van vandaag nog geproduceerd.
Coca-Cola is de best verkopende frisdrank in de meeste landen. In verschillende landen uit het Midden-Oosten is Coca-Cola niet populair, omdat het er door de inwoners beschouwd wordt als een symbool van wat zij Amerikaans imperialisme noemen.

### Lijst van merken
Dit is een incomplete lijst van merken naast Coca-Cola.
| Naam               | Geïntroduceerd in |
| ------------------ | ----------------- |
| Fanta              | 1940              |
| Sprite             | 1961              |
| Chaudfontaine      | 2003 (gekocht)    |
| Minute Maid        | 1945              |
| Aquarius           | 1983              |
| Innocent smoothies | 2009 (gekocht)    |
| Monster Energy     | -                 |
| Nestea             | -                 |
| Viva (water)       | -                 |
| Burn Energy        | -                 |
| Nordic Mist        | -                 |
| Fernandes          | -                 |
| Finley             | -                 |
| Fuze Tea           | 2018              |
| Kuat (Guarana)     | 1997              |